# Glenn Murcutt
Glenn Murcutt AO, né le 25 juillet 1936 à Londres, est un architecte australien, récipiendaire du prix Pritzker d'architecture en 2002. Tout au long de sa carrière et bien avant que cela ne devienne une « mode », il élabore des constructions écologiques en harmonie avec le climat et le paysage, en utilisant des matériaux « simples » (acier, Tôle ondulée, bois, verre, brique). Murcutt appelle ceci le fonctionnalisme écologique.

## Biographie
Fils de Sydney Arthur Murcutt, successivement boxeur, prospecteur d'or et promoteur immobilier, et de Daphne Jean Powys, descendante de l’écrivain et philosophe gallois John Cowper Powys, Glenn Murcutt est né à Londres alors que ses parents, qui résident en Nouvelle-Guinée, se rendent aux Jeux olympiques d'été de 1936 à Berlin. Il passe les cinq premières années de sa vie dans une vallée reculée de Nouvelle-Guinée où son père prospecte de l'or. Les Murcutt étaient les seuls occidentaux à 15 km à la ronde, ils vivaient parmi la population aborigène en pleine forêt tropicale. De cette enfance dans un milieu naturel hostile, Murcutt a développé son acuité sensorielle. Depuis, il considère son sens de l'observation comme un de ses outils d'architecte les plus utiles. En juillet 1941, il s'installe avec sa mère à Manly au nord de la baie de Sydney, près de Mosman où il travaille et réside encore aujourd'hui. Son père les rejoint quelques mois plus tard en septembre. Glenn Murcutt est familier avec la construction depuis sa jeunesse puisque dès 1944, son père construit ses premières maisons à Sydney où il possédait une entreprise de menuiserie. De 1943 à 1949, il se rend à l'école publique de Balgowlah puis de 1950 à 1955 au lycée pour garçons de Manly où il fait partie des équipes de water-polo, de natation et de football. En 1951, son père lui montre l'article sur la maison Farnsworth paru dans le numéro d'octobre d'Architectural Forum auquel il est abonné. Son père lui fait lire plusieurs fois l'article et lui demande de lui expliquer ce que cette maison a d'extraordinaire. Il est évident que la rencontre avec cette maison, alors qu'il est encore adolescent, va marquer très fortement la carrière de Murcutt. Toutefois, il ne faut pas sous-estimer l'influence des enseignements et la personnalité de son père qui est à l'origine de cette rencontre. En effet celui-ci y voit l'incarnation du Walden de Henry David Thoreau et c'est bien toute une philosophie de vie qu'il perçoit dans cette maison de Mies van der Rohe et qu'il tente, avec succès, de transmettre à son fils. En outre, il doit à son père sa connaissance approfondie des hangars agricoles en tôle et bois et de leurs techniques de préfabrication, ainsi que sa perception accrue des relations entre faune, flore, géographie et climat.
De 1956 à 1961, le jeune Glenn étudie l'architecture à mi-temps au Sydney Technical College de l'Université de Nouvelle-Galles-du-Sud d'où il sort diplômé le 31 décembre 1961.  Durant ses études, il travaille successivement chez Neville Guzman (1956 puis  de 1958 à 1959), chez Levido & Baker (1956 - 1957), et chez John Allen & Russel Jack (1960 - Janvier 1962) tout en faisant son service militaire dans la RAAF de Point Cook. Ses parents se séparent en 1956. Lui-même se marie en 1962 avec Helen Kay, avec qui il aura trois enfants avant de divorcer en 1979.
En 1962, il travaille pour la première fois en tant qu'architecte chez Kevin J. Curtin & Partners avant de s'installer temporairement à Londres où il travaille pour Ian Fraser et associés de septembre 1962 à décembre 1964. Il en profite pour visiter l'Europe puisqu'il se rend successivement en Yougoslavie, en Grèce, en Italie et en France de septembre à décembre 1963 puis en Pologne, au Danemark, en Suède et en Finlande d'août à décembre 1964. Fin 1964, il est de retour à Sydney où il collabore dans l'agence Ancher, Mortlock, Murray & Wooley jusqu'à fin 1969. Son père Arthur meurt le 28 janvier 1968.
En 1969, il ouvre son agence d'architecture dans laquelle il travaille seul, sans assistant. Désœuvré, il passe les six premiers mois de sa pratique à décortiquer les catalogues des fournisseurs de matériaux afin de dessiner des détails simples et élégants à partir de pièces standard. Simultanément, de 1970 à 1978, il occupe un poste de tuteur à l'Université de Sydney.
De 1970 à 1973, il construit un petit nombre de maisons très proches de son modèle qu'est la maison Farnsworth. L'exemple le plus flagrant est l'extension de sa propre maison pour laquelle il gagne un prix en 1972.
Grâce à ce prix, il visite le Mexique, les États-Unis, la France, l'Espagne, l'Italie, et la Grèce de septembre à décembre 1973. Il avait également prévu de se rendre au Chili mais les évènements de septembre l'en empêchent. Ce voyage marque un tournant fondamental dans la carrière de Murcutt puisque c'est là qu'il remet en cause le modèle qu'il applique depuis quelques années, qu'il maîtrise maintenant parfaitement mais dont les limites lui apparaissent désormais. En effet, lors de ce voyage, un certain nombre de visites (Walden Pond, la maison Chareau, les architectures vernaculaires de Grèce…) et de rencontres (Craig Ellwood, Josep Antoni Coderch…) lui font prendre conscience de l'inadaptation de son modèle aux variations climatiques et de la pertinence de son idée de transposition d'éléments de constructions en langage architectural (maison Chareau). Dès son retour, il réinjecte ses réflexions nouvelles dans son travail, ce qui donne la maison Marie Short. Cette maison préfigure le reste de l’œuvre de Murcutt. En effet, c'est ici que, pour la première fois, il superpose sur son modèle miesien très rigoureux et statique une peau qui permet de réguler les flux d'air, de lumière, de son, et surtout de chaleur qui traversent les façades de manière dynamique. C'est sur cette dualité qui atteint son paroxysme dans la maison Simpson-Lee, livrée en 1994 après six ans de travail, que repose toute son œuvre.
Depuis le début de sa carrière, et uniquement en Australie, il a construit 500 maisons originales, des musées, des centres culturels, grâce auxquels il a notamment gagné de nombreux prix du Royal Institute of Australian Architects. Son travail a été présenté lors des biennales d'architecture de Paris en 1986 et de Venise en 1991 et 1996. Parallèlement, il donne des conférences dans de nombreuses villes de par le monde (Londres 1985, Mexico 1987, New York 1988 et 1991, Auckland 1988, Bougainsville 1988, Copenhague 1989, Oslo 1989, Trondheim 1989, Helsinki 1989, Milan 1989…). En 1992, il reçoit la médaille Alvar Aalto et en 2002, le prix Pritzker pour sa carrière originale et pour son architecture visionnaire. C'est la première fois qu'un architecte australien reçoit ce prix alors qu'ils sont peu connus au niveau international. Glenn Murcutt a inspiré une génération australienne par son architecture hors du commun.
Françoise Fromonot présente son œuvre et certaines de ses habitudes, comme sa GSA break, dans un beau livre publié chez Gallimard en 2003, prix du livre d'architecture 2004.

## Principaux projets et réalisations
- 1960 : Maison Devitt, Beacon Hill, Sydney, NSW
- 1968-1969 : Maison Glenn Murcutt, Mosman, Sydney, NSW
- 1972-1973 : Maison Laurie Short, Terrey Hills, Sydney, NSW
- 1974-1975 : Maison Marie Short, Kempsey, NSW
- 1977-1978 : Maison Ockens, Cromer, Sydney, NSW
- 1977-1980 : Maison Nicholas, Mount Irvine, NSW
- 1979-1982 : Musée d'histoire locale, Kempsey, NSW
- 1980-1983 : Maison et atelier Ball-Eastaway, Glenotie, Sydney, NSW
- 1981-1982 : Maison Fredericks, Jamberoo, NSW
- 1982-1984 : Maison Magney, Bingi Point, NSW
- 1983-1994 : Maison Pratt, extension de « Raheen », Kew, Melbourne, Australie
- 1986-1990 : Maison Magney, Paddington, Sydney, NSW
- 1988-1991 : Maison Done, Mosman, Sydney, NSW
- 1989-1992 : Maison Muston, Seaforth, Sydney, NSW
- 1989-1994 : Maison Simpson-Lee, Mount Wilson, NSW
- 1991-1994 : Maison Marika-Alderton, Yirrkala Community, NT
- 1992 : Studio, Kempsey, NSW
- 1999 : Arthur and Yvonne Boyd Centre, Riversdale, NSW
- 2006-2016 : Mosquée, Newport, Victoria
- 2016-2022 : Cobar Sound Chapel, Cobar NSW